# گلیسیدیل متاکریلات
گلیسیدیل متاکریلات (به انگلیسی: Glycidyl methacrylate) با فرمول شیمیایی C۷H۱۰O۳ یک ترکیب شیمیایی با شناسه پاب‌کم ۷۸۳۸ است؛ که جرم مولی آن ۱۴۲٫۱۵۴۶ g/mol می‌باشد. شکل ظاهری این ترکیب، مایع شفاف است.